# Córdoba Open 2023 - Qualificazioni singolare
Le qualificazioni del singolare del Córdoba Open 2023 sono state un torneo di tennis preliminare per accedere alla fase finale. I vincitori dell'ultimo turno sono entrati di diritto nel tabellone principale. In caso di ritiro di uno o più giocatori aventi diritto a questi sono subentrati gli alternate, coloro che vengono ammessi al tabellone principale a causa dell'assenza di un lucky loser che possa sostituire il giocatore ritirato.

## Teste di serie
1. Federico Delbonis (qualificato)
2. Yannick Hanfmann (primo turno)
3. Camilo Ugo Carabelli (ultimo turno)
4. Hugo Dellien (qualificato)

1. Franco Agamenone (primo turno)
2. Renzo Olivo (primo turno)
3. Andrea Pellegrino (primo turno)
4. Facundo Díaz Acosta (ritirato)

## Qualificati
1. Federico Delbonis
2. Luciano Darderi

1. Andrea Vavassori
2. Hugo Dellien

## Tabellone

### Sezione 1
|  | Primo turno | Primo turno            | Primo turno       | Primo turno | Primo turno |  |  | Ultimo turno | Ultimo turno           | Ultimo turno           | Ultimo turno | Ultimo turno |  |
|  |             |                        |                   |             |             |  |  |              |                        |                        |              |              |  |
|  | 1           | Federico Delbonis      | Federico Delbonis | 7           | 6           |  |  |              |                        |                        |              |              |  |
|  | WC          | Mariano Navone         | Mariano Navone    | 5           | 1           |  |  | 1            | Federico Delbonis      | Federico Delbonis      | 6            | 7            |  |
|  |             | Thiago Agustín Tirante | 3                 | 6           | 6           |  |  |              | Thiago Agustín Tirante | Thiago Agustín Tirante | 1            | 5            |  |
|  | Alt         | Andrea Collarini       | 6                 | 4           | 2           |  |  |              |                        |                        |              |              |  |

### Sezione 2
|  | Primo turno | Primo turno         | Primo turno      | Primo turno | Primo turno |  |  | Ultimo turno | Ultimo turno        | Ultimo turno        | Ultimo turno | Ultimo turno |  |
|  |             |                     |                  |             |             |  |  |              |                     |                     |              |              |  |
|  | 2           | Yannick Hanfmann    | Yannick Hanfmann | 3           | 4           |  |  |              |                     |                     |              |              |  |
|  |             | Luciano Darderi     | Luciano Darderi  | 6           | 6           |  |  |              | Luciano Darderi     | Luciano Darderi     | 6            | 6            |  |
|  |             | Juan Pablo Ficovich | 4                | 6           | 6           |  |  |              | Juan Pablo Ficovich | Juan Pablo Ficovich | 2            | 2            |  |
|  | 6           | Renzo Olivo         | 6                | 1           | 4           |  |  |              |                     |                     |              |              |  |

### Sezione 3
|  | Primo turno | Primo turno          | Primo turno          | Primo turno | Primo turno |  |  | Ultimo turno | Ultimo turno         | Ultimo turno | Ultimo turno | Ultimo turno |  |
|  |             |                      |                      |             |             |  |  |              |                      |              |              |              |  |
|  | 3           | Camilo Ugo Carabelli | Camilo Ugo Carabelli | 6           | 6           |  |  |              |                      |              |              |              |  |
|  |             | Facundo Mena         | Facundo Mena         | 3           | 4           |  |  | 3            | Camilo Ugo Carabelli | 7            | 1            | 6(4)         |  |
|  |             | Andrea Vavassori     | Andrea Vavassori     | 6           | 6           |  |  |              | Andrea Vavassori     | 6(6)         | 6            | 7            |  |
|  | 7           | Andrea Pellegrino    | Andrea Pellegrino    | 3           | 2           |  |  |              |                      |              |              |              |  |

### Sezione 4
|  | Primo turno | Primo turno         | Primo turno | Primo turno | Primo turno |  |  | Ultimo turno | Ultimo turno   | Ultimo turno | Ultimo turno | Ultimo turno |  |
|  |             |                     |             |             |             |  |  |              |                |              |              |              |  |
|  | 4           | Hugo Dellien        | 6           | 4           | 7           |  |  |              |                |              |              |              |  |
|  | WC          | Thiago Seyboth Wild | 4           | 6           | 5           |  |  | 4            | Hugo Dellien   | 4            | 6            | 6            |  |
|  |             | Nicolás Kicker      | 7           | 5           | 6           |  |  |              | Nicolás Kicker | 6            | 1            | 2            |  |
|  | 5           | Franco Agamenone    | 5           | 7           | 4           |  |  |              |                |              |              |              |  |